# ボックスレンチ

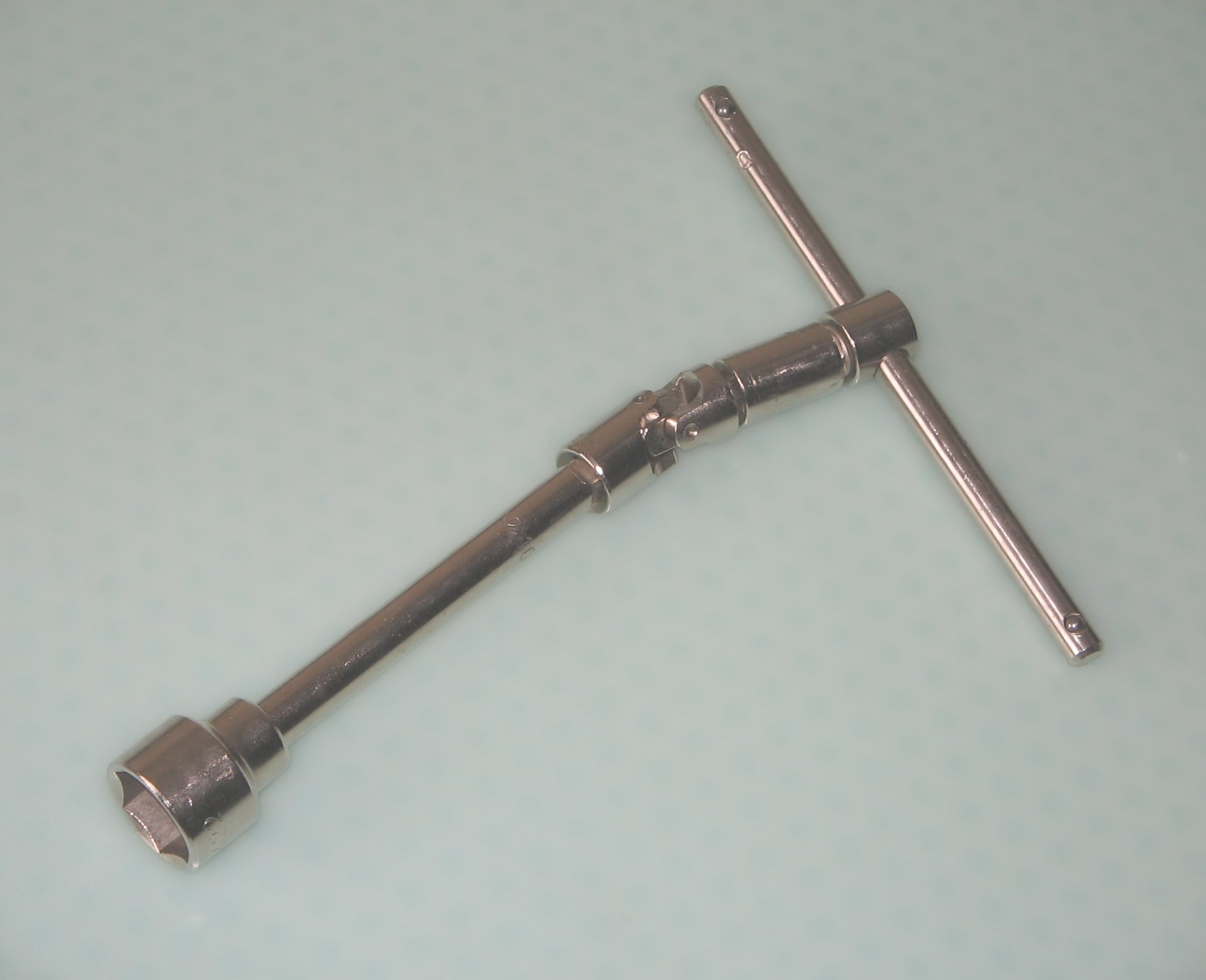
T形フレックスレンチ

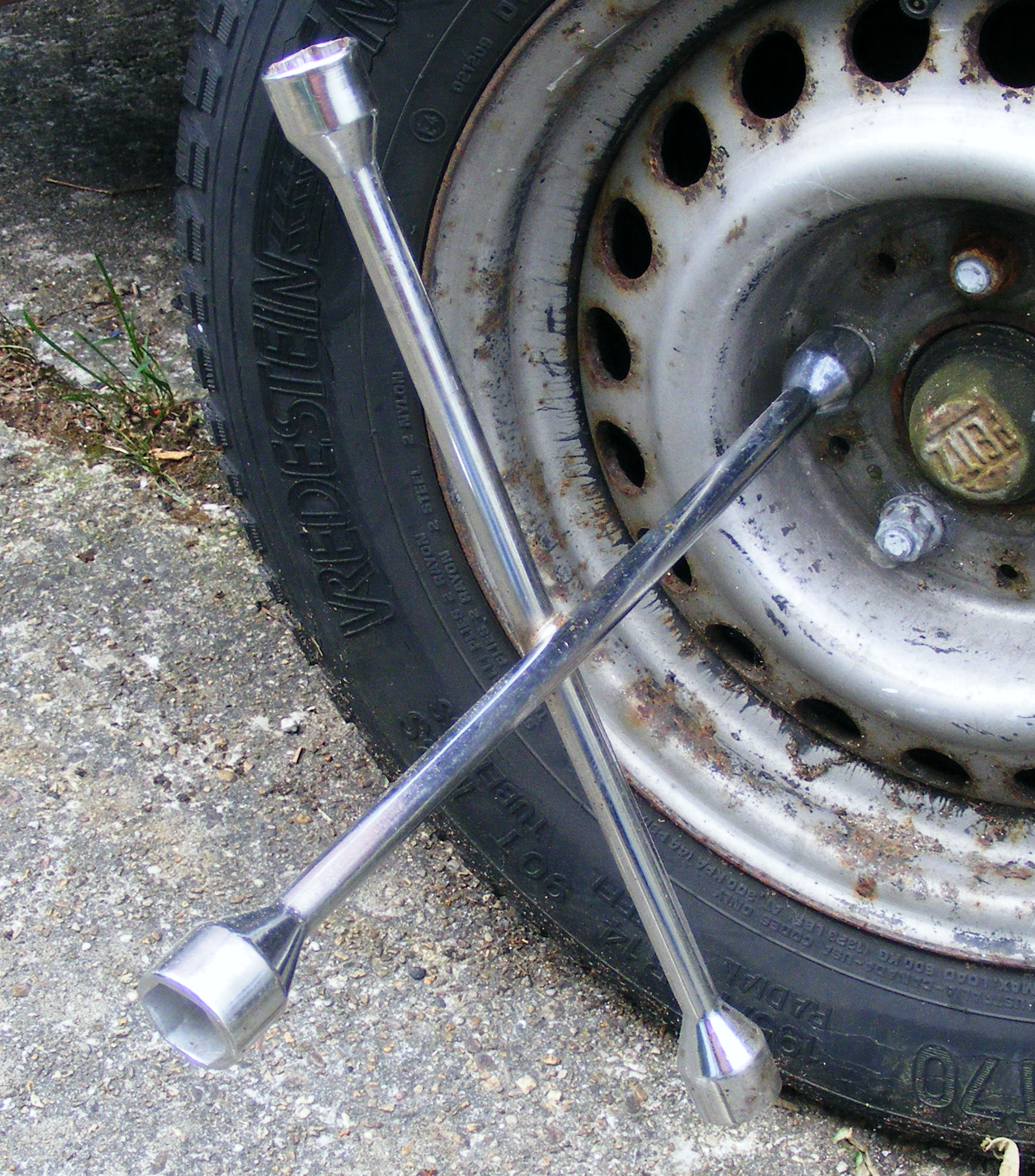
X形レンチ

ボックスレンチ（英語: box wrench）とは、ソケットレンチのソケットとハンドルが一体となったレンチのこと。特徴としてソケット部は六角の六面で、一体構造によりガタツキがないので、モンキーレンチやレンチより大きいトルクを必要とする作業に適する。ボックスレンチといえば、特にT形レンチのことを指す場合がある。
英語のbox wrenchは、日本でいう「めがねレンチ」を指す。英語では、special wrenchに分類され、Y-type wrench、L-type wrench、cross-rim wrench等と呼ばれる。日本でいう「ソケットレンチ」とは呼称分類が異なる。

## 種類
ソケット部にナットの脱落を防止する磁石付のタイプもある。

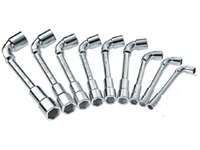
L形レンチ
大きなトルクを加えやすく、知られているものに自動車搭載のハブナットレンチがある。JIS D8105の「自動車用ホイールナットレンチ (Wheel nut wrenches for automobiles)」に相当する。
T形レンチ
レンチの早回しがしやすい。
T形フレックスレンチ
T形レンチのソケット部とハンドルがジョイント方式になっていて、ソケットが首ふりタイプのもの。
X形レンチ
4サイズのソケットが、十字型のハンドルに付いている。クロスリムレンチ、十字レンチとも呼ばれる。
Y形レンチ
3サイズのソケットが、Y型のハンドルに付いている。